# Ромашко, Николай Васильевич
Никола́й Васи́льевич Рома́шко (бел. Мікалай Васілевіч Рамашка, 30 сентября (13 октября) 1913 — 30 июня 1944) — советский военнослужащий, участник Великой Отечественной войны. Герой Советского Союза (26 октября 1944 года) (посмертно).

## Биография

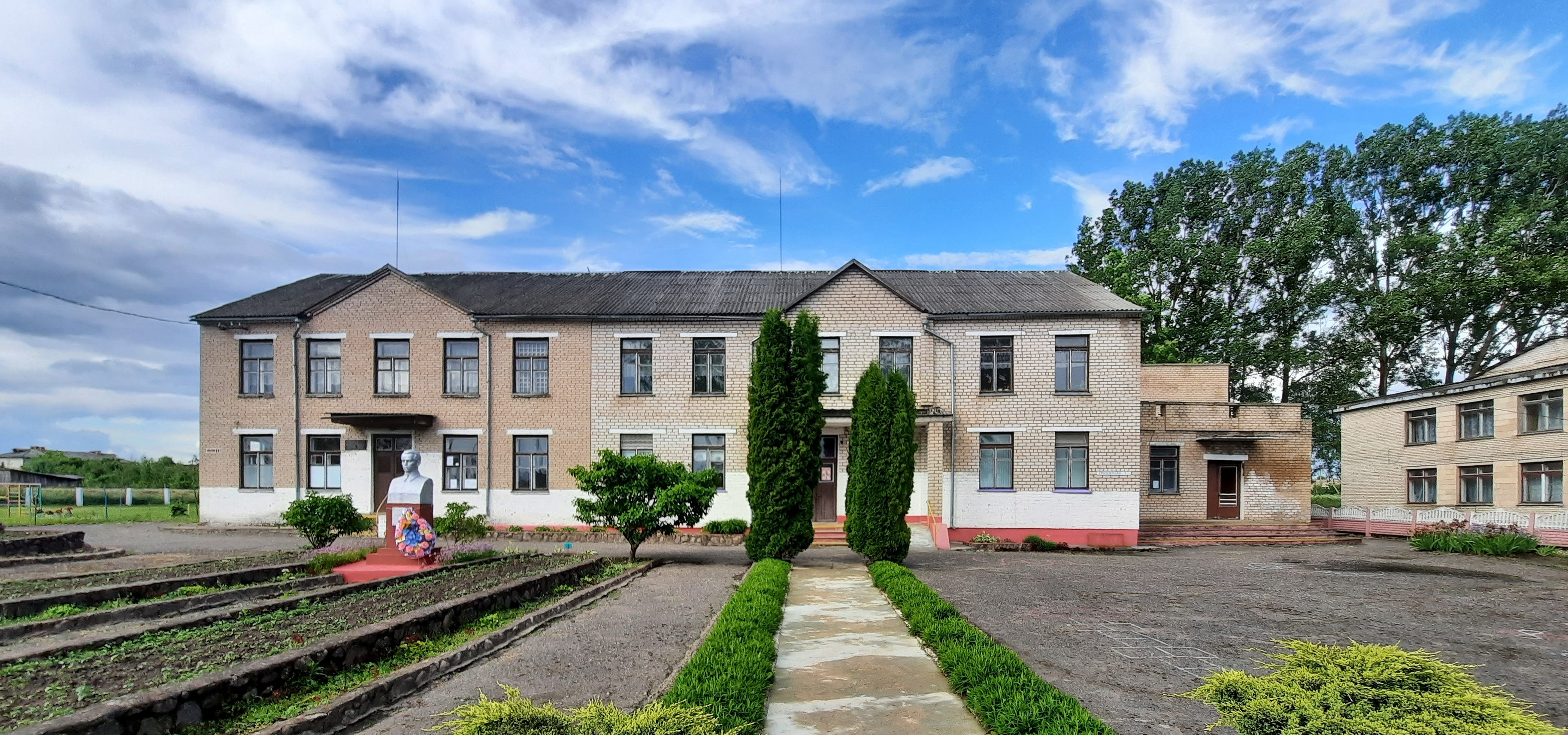
Бюст Н. В. Ромашко в Дусаевщина

Родился 30 сентября (13 октября) 1913 года в деревне Дусаевщина Слуцкого повета Минской губернии Российской империи (ныне Копыльского района Минской области Белоруссии) в крестьянской семье. Белорус.
Закончил Дзержинскую начальную школу, а в 1932 году – Копыльскую семилетнюю школу (ныне  ГУО «Гимназия №1 г. Копыля имени Н. В. Ромашко»).
После окончания семи классов работал в совхозе. В ряды Красной Армии вступил в 1938 году.
Участвовал в Великой Отечественной войне с 1941 года. Воевал на Юго-Западном и 2-м Белорусском фронтах.
Майор Ромашко Н. В. был заместителем командира 1359-го зенитно-артиллерийского полка по политической части (28-я зенитно-артиллерийская дивизия, 3-я армия, 1-й Белорусский фронт), когда 30 июня 1944 года принял участие в обороне железнодорожного моста и переправы через реку Березина (район деревни Свислочь) от налётов авиации врага. Во время отражения контратак противника, целью которого было, захватив переправу и мост, выйти из окружения на запад, Ромашко заменил тяжело раненного командира пулемётной роты, впоследствии уничтожив пулемётным огнём около 200 вражеских солдат и погибнув в этом же бою.
26 октября 1944 года Ромашко Н. В. было присвоено звание Героя Советского Союза (посмертно).
Был похоронен в братской могиле в деревне Несята Кличевского района Могилёвской области. Позже прах Героя был перезахоронен в городе Могилёве в братской могиле («Военное кладбище»), расположенной на улице Лазаренко.

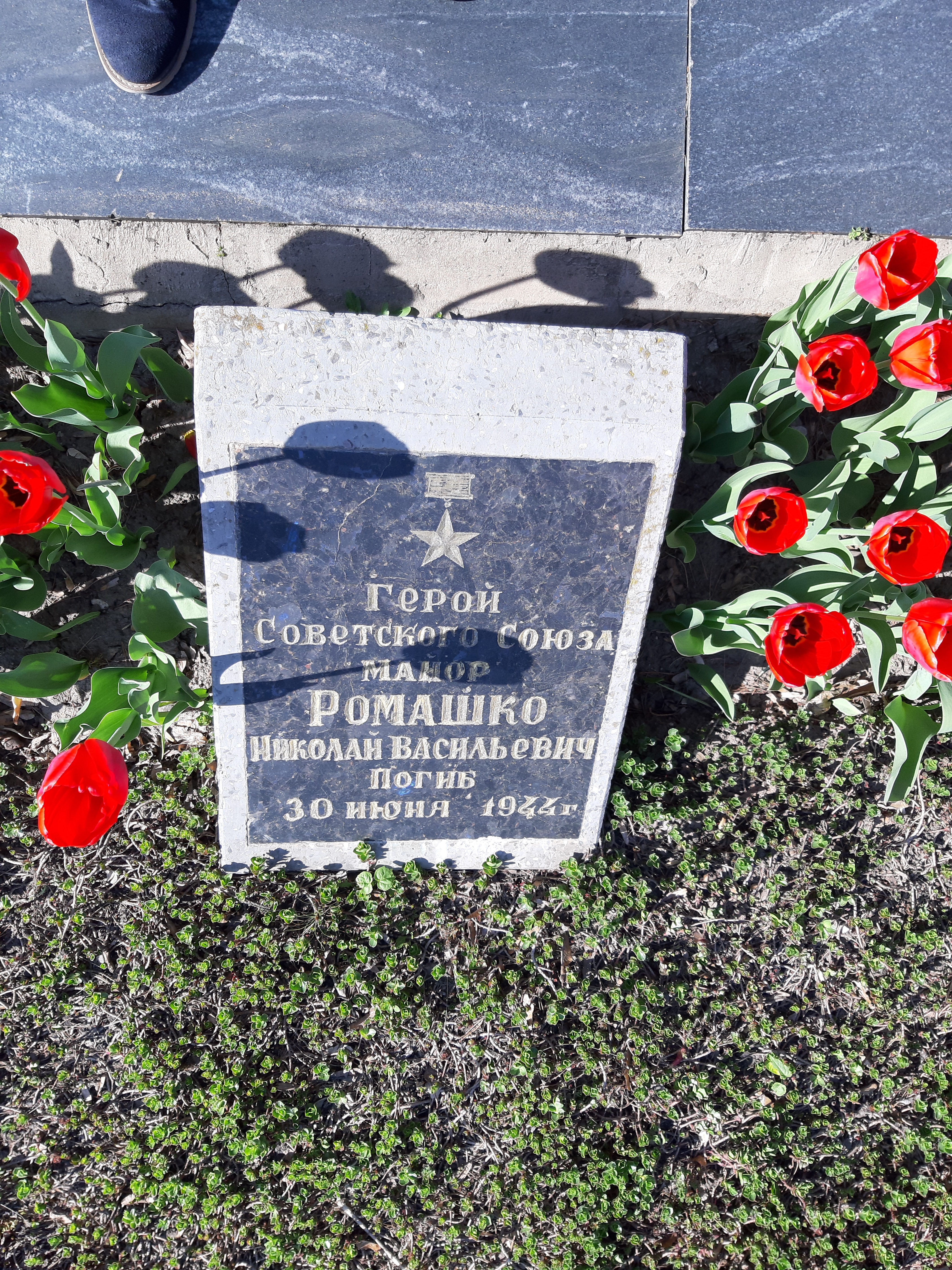
Могила Ромашко на военном кладбище Могилёва

## Награды и звания
- Герой Советского Союза (26 октября 1944 года);
- Орден Ленина;
- Орден Красной Звезды;
- Медали.

## Память
В честь Ромашко Н. В. на его родине, в центре деревни, установлен памятник, а в 1975 году — и бюст героя.
Также его имя носят улица в Дусаевщина, Копыле, Елизово, улица и сквер в Могилёве, в котором также установлена мемориальная доска.
Имя Героя присвоено гимназии № 1 в г. Копыль. На здании гимназии установлена мемориальная доска в честь Н. В. Ромашко. В музее гимназии одна из экспозиций посвящена Н. В. Ромашко.

## Комментарии
1. ↑  По другим данным, в 1935 году. См.: Збор помнікаў гісторыі і культуры Беларусі. Мінская вобласць. — Минск: БелСЭ, 1987. — Т. 1. — С. 191. — 284 с. — 8000 экз..